# Genista hystrix
Genista hystrix är en ärtväxtart som beskrevs av Johan Martin Christian Lange. Genista hystrix ingår i släktet ginster, och familjen ärtväxter.

## Underarter
Arten delas in i följande underarter:
- G. h. hystrix
- G. h. legionensis